# Маршалківський суд
Маршалківський суд — центральна судова установа Великого князівства Литовського, що заступала великого князя (господаря) як головного суддю держави. Пізніше — королівський суд в Речі Посполитій.

Великий князь Литовський призначав суддями одного або більше маршалків. На вирок суду можна було внести апеляцію до великого князя, крім випадків, коли вирок виносився на підставі «поучения» (поради) самого князя, «науки господарської». На основі маршалківських, а також комісарських судів згодом виникли маршалківсько-комісарські суди як апеляційні судові інстанції на Лівобережній Україні для розгляду скарг на вироки підкоморського (пізніше межового) суду, які проіснували до 1861.